# گالیا سیزالپینا

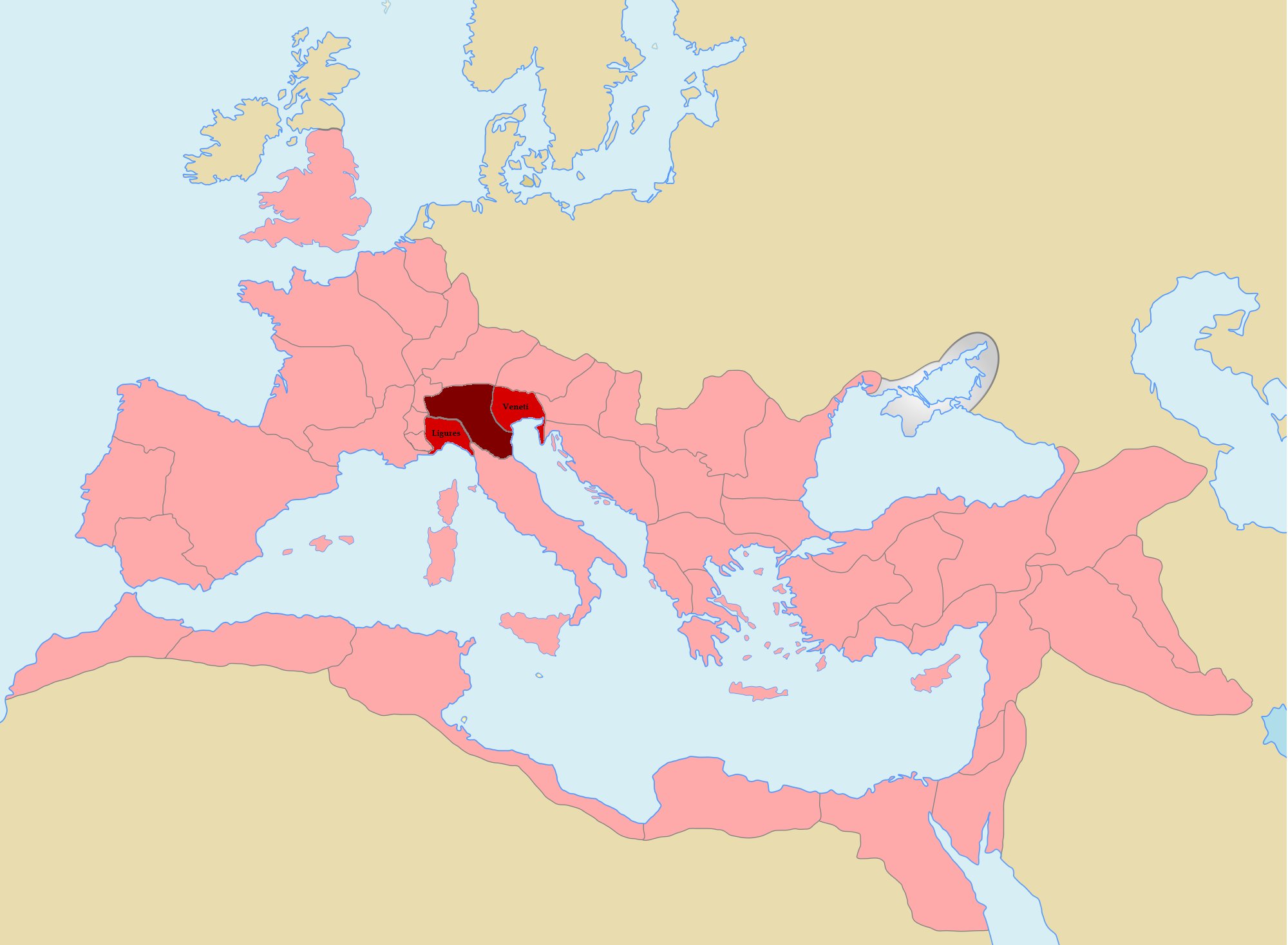
موقعیت گل‌آلپ در امپراتوری روم

گالیا سیزالپینا (به لاتین: Gallia Cisalpina همچنین Gallia Citerior یا Gallia Togata. به انگلیسی: Cisalpine Gaul)بخشی از نواحی واقع در شمال ایتالیا بود که سلت‌ها (گال‌ها) در سده‌های سوم و چهارم پیش از میلاد ساکن آن بودند. گسترش روم در سال ۲۲۰ پیش از میلاد آن را ضمیمه جمهوری روم کرد و از سال ۸۱ تا ۴۲ پیش از میلاد یکی از استان‌های روم بود تا این که با استان ایتالیا ادغام شد. تا آن زمان، بخشی از سرزمین گالیا در نظر گرفته می‌شد که به روم نزدیک‌تر بود.زیرا سیسالپین در لاتین به معنای «این‌سویی» و «نزدیک» است، بر خلاف گالیا ترانس‌آلپینا که به معنای «گالیای آن‌سوی آلپ» است.
رود پو این استان را به دو بخش شمالی و جنوبی تقسیم می‌کرد. استان رومی سدهٔ نخست پیش از میلاد از شمال و غرب به آلپ، از جنوب به رود پو (تا پیاچنزا)، آپنینی و رود روبیکن و از شرق به دریای آدریاتیک محصور می‌شد. در سال ۴۹ پ. م، ساکنان گالیای آلپ شهروندی روم را کسب کردند و استان در نهایت به ۴ ناحیه (ناحیه‌های هشتم تا یازدهم استان ایتالیا) تقسیم شد.

## تاریخچه

### تاریخ اولیه

مردم شمال ایتالیا در سده‌های چهارم و سوم پ.م.

ممکن است فرهنگ کانگراته نشان دهندهٔ نخستین موج مهاجرت پیشاسلت‌ها در سدهٔ سیزدهم پ.م. از بخش شمال غربی آلپ باشد که پس از گذر از گردنه‌های آلپ به درهٔ غربی رود پو بین دریاچه‌های ماجوره و کومو نفوذ کرد و ساکن شد. آنان به جای به خاک سپردن مردگان، آنها را می‌سوزاندند. همچنین پیشنهاد شده‌است که حضور مردم پیشاسلتی باستانی تر تا آغاز عصر برنز (سده‌های شانزدهم و پانزدهم پ. م) قابل ردیابی است. حاملان فرهنگ کانگراته تنها یک سده همگنی آن را حفظ کردند و پس از آن با جمعیت‌های لیگوری ترکیب شد. به گفتهٔ تیتوس لیویوس، اقوام سلتی در دوران حکومت لوسیوس تارکوینیوس پریسکوس (سدهٔ هفتم و ششم پ. م) به شمال ایتالیا رسیدند و منطقهٔ میان میلان و کرمونا را اشغال کردند. میلان نیز احتمالاً در اوایل سدهٔ ششم پ.م. توسط گالیایی‌ها بنا نهاده شده‌است. نام این شهر ریشهٔ سلتی دارد و به معنی «در میانهٔ دشت» است. در سدهٔ دوم پ.م. پولیبیوس دربارهٔ همزیستی سلت‌ها با اتروسک‌ها در شمال ایتالیا در دوران پیش از غارت رم (در سال ۳۹۰ پ. م) نوشته بود.
لیگوری‌ها در ساحل شمالی مدیترانه زندگی می‌کردند و در سواحل جنوب شرقی فرانسه و شمال غربی ایتالیا شامل بخش‌هایی از توسکانی و جزیره‌های الب و کرس گسترش یافته بودند. قبایل لیگور در لاتیوم و سامنیوم نیز حضور داشتند. چیز زیادی از زبان لیگوری شناخته نشده‌است. تنها نام مکان‌ها و افراد باقی مانده‌است. به نظر می‌رسد شاخه‌ای از زبان‌های هندواروپایی و نزدیک به زبان‌های ایتالیایی و سلتی باشد. تأثیر قوی سلت‌ها بر زبان و فرهنگ آنها باعث شده بود که در دوران باستان به صورت سلتی-لیگوری شناخته شوند.
ونت‌ها از نژاد هندواروپایی بودند. آنها در شمال شرقی ایتالیا و در منطقه ای که اکنون جزء ناحیه‌های ونتو، فریولی و ترنتینو است، می‌زیستند. در سدهٔ چهارم پ.م. ونت‌ها به اندازه ای سلتی شده بودند که به گفتهٔ پولیبیوس، تنها تفاوت ونت‌های سدهٔ دوم پ.م. با سلت‌ها زبان بود.

### گسترش گالیایی‌ها و فتح روم
در سال ۳۹۱ پ.م. به گفتهٔ دیودور سیسیلی سلت‌ها که «خانه‌هایشان ورای آلپ بود، با نیروی زیاد از گردنه‌ها گذشتند و سرزمین بین کوهستان آپنینی و آلپ را تصرف کردند.» ارتش روم در نبرد آلیا دچار هزیمت شد و در سال ۳۹۰ سنونی‌ها رم را غارت کردند.
در جنگ سوم سامنیت که در سال ۲۹۰ پ.م. پایان یافت، ائتلاف سامنیوم، سلت و اتروسک از روم شکست خورد. این شکست آغازی بر اضمحلال سلطهٔ سلت‌ها در اروپا بود. در نبرد تلامون در سال ۲۲۵ پ.م. ارتش سلتی میان دو سپاه رومی به دام افتاد و در هم شکست.
در جنگ دوم کارتاژ، بویی‌ها و اینسوبرها با کارتاژ ائتلاف کردند و موتینا را به محاصرهٔ خود درآوردند. روم لشکری به فرماندهی مانلیوس وولسو فرستاد که دو بار گرفتار کمین شد. سپس سنا اسکیپیو را با نیروی اضافی برای حمایت از او فرستاد. این‌ها نیروهای رومی بودند که پس از گذر هانیبال از آلپ با او روبرو شدند. رومی‌ها در نبرد تیچینو شکست خوردند و در نتیجه همهٔ گالیایی‌ها به جز سنومانی‌ها به طغیان پیوستند. سپس روم سپاه تیبریوس لونگوس را که در نبرد تربیا با هانیبال درگیر بود، فرستاد که او نیز شکست خورد. روم به‌طور موقت از گالیای آلپ صرف نظر کرد و پس از شکست کارتاژ در سال ۲۰۲ پ.م. به این جبهه بازگشت. آخرین پادشاهی مستقل سلتی ایتالیا در سال ۱۹۲ پ.م. به تصرف روم درآمد.

### استان رومی
این استان احتمالاً در سال ۸۱ پ.م. به صورت رسمی بنیان‌گذاری شد و مرکز آن موتینا (مودنای کنونی) بود. در سال ۷۳ پ.م. نیروهای تحت فرماندهی اسپارتاکوس بر لژیون گایوس کاسیوس لونگینوس فرماندار استان غلبه کردند.
در سال ۴۹ پ.م. ژولیوس سزار به مردم این استان شهروندی کامل روم را اعطا کرد. وی در همین سال با لژیون سیزدهم آبدیدهٔ خود پس از فتح گالیا از رود روبیکن (که مرز جنوبی استان با استان ایتالیا بود) گذشت و جنگ داخلی سزار را آغازید.
در حدود سال ۴۲ پ.م. طی برنامهٔ ایتالیایی‌سازی اکتاویان در دورهٔ حکومت سه‌نفرهٔ دوم، این استان با استان ایتالیا ادغام شد. ویرژیل، کاتولوس و لیویوس در این استان زاده شدند.